# Whiplash
Whiplash é uma banda norte-americana de thrash metal fundada em 1984 em Passaic, New Jersey.
Seu baixista, Tony Bono, morreu em 2002 depois de um ataque no coração, aos 38 anos.

## Integrantes

### Formação atual
- Tony Portaro - vocal/guitarra (1984-1988, 2007-hoje), guitarra (1988-1999)
- Dank DeLong - baixo (2011-hoje)
- Dan Foord - bateria (2011-hoje)

### Ex-integrantes
- Pat Burns - baixo (1984)
- Rob Harding - baixo (1984)
- Mike Orosz - vocais (1984)
- Tony Scaglione - bateria (1984-1987, 1996, 1998-1999, 2010-2011)
- Tony Bono - baixo (1985-1993, 1998-1999)
- Joe Cangelosi - bateria (1987-1993, 2007-2010)
- Glenn Hansen - vocais (1990)
- Rob Gonzo - vocais (1995-1996)
- Warren Conditi -  guitarras (1995-1996), vocais (1996-1997)
- James Preziosa - baixo (1995-1997)
- Bob Candella - bateria (1996-1997)
- Rich Day - baixo (2007-2011)

## Discografia

### Álbuns de estúdio
- Power and Pain (1985)
- Ticket to Mayhem (1987)
- Insult to Injury (1990)
- Cult of One (1996)
- Sit Stand Kneel Prey (1997)
- Thrashback (1998)
- Unborn Again (2009)

### Demos
- Fire Away (1984)
- Thunderstruck (1984)
- Looking Death in the Face (1985)

### Compilações
- Messages in Blood (1999)